# Carel Steven Adama van Scheltema
Carel Steven Adama van Scheltema (n. 26 februarie 1877, Amsterdam, Țările de Jos – d. 6 mai 1924, Bergen, Olanda de Nord, Țările de Jos) a fost poet neerlandez.

## Opera
- 1902: Despre soare și vară („Van zon en zomer”);
- 1906: Cântece solitare („Eenzame liedjes”);
- 1908: Bazele unei poezii noi („De grondslagen eener nieuwe poëzie”);
- 1909: Despre tăcere și luptă („Uit stillte en strijd”).

A mai tradus Faust în neerlandeză.